# У пошуках адресата
«У пошуках адресата» — радянська кінокомедія 1955 року, знята режисерами Амасієм Мартиросяном і Юрієм Єрзинкяном на Єреванській студії художніх і хронікальних фільмів за сценарієм сатирика Самуїла Шатрова.

## Сюжет
Про двох друзів, один з яких працює головним інженером швейної фабрики, яка випускає недоброякісну продукцію, а другий — завідувачем секції в універмазі, що реалізує неякісний товар. Їх змова тривала би й далі, але під впливом любові завідувач секцією усвідомлює свою помилку…

## У ролях
- Йосип Кліджян — Рубен Саркісян
- Людмила Шагалова — Наташа Соколова
- Хорен Абрамян — Михайло Брутян
- Давид Малян — Сурен Петрович
- Леонід Довлатов — Ашот
- Метаксія Симонян — Мануш
- Левон Зорабян — Григорій Христофорович
- Грач'я Нерсесян — Гаспарян
- Фаддей Сар'ян — тамада
- Вардуї Вардересян — Аревік
- Мурад Костанян — швець
- Гурген Ген — винахідник
- Орі Буніатян — Петрос
- Ашот Нерсесян — продавець
- Фрунзик Мкртчян — епізод

## Знімальна група
- Режисер — Амасій Мартиросян, Юрій Єрзинкян
- Сценарист —  Самуїл Шатров,  Маро Єрзинкян
- Композитор — Арно Бабаджанян
- Оператор — Гарегін Арамян, Жирайр Варданян
- Художник —  Петро Бейтнер